# قصیبه الثریات
قصیبه الثریات یک منطقهٔ مسکونی در تونس است که در استان سوسه واقع شده‌است.